# Liste der Bodendenkmale in Laatzen
In der Liste der Bodendenkmale in Laatzen sind die Bodendenkmale der niedersächsischen Gemeinde Laatzen aufgeführt. Die Quelle ist der Denkmalatlas Niedersachsen. 

Laatzen in der Region Hannover

Der Stand der Liste ist der 20. Januar 2025.

## Allgemein
In den Spalten finden sich folgende Informationen des Bodendenkmales:
| Lage         | geographische Koordinaten                                                           |
| Bezeichnung  | Bezeichnung lt. Denkmalatlas                                                        |
| Beschreibung | Beschreibung lt. Denkmalatlas                                                       |
| ID           | Objekt-ID                                                                           |
| Bild         | Bild, ggf. zusätzlich mit Link zu weiteren Fotos im Medienarchiv Wikimedia Commons. |

## Grasdorf

### Grasdorf 6
- ID:28949606
- Gruppe von ehemals 13 Grabhügeln. Zehn sind erhalten, Dm. 12 – 16 m, H. 0,5 – 1,0 m. Drei sind durch Nowothnig 06/1969 bzw. 04/1973 ausgegraben und total abgetragen. Durch Änderung der Gemarkungsgrenze liegen heute zwei komplett auf Laatzener Gebiet, sechs in Grasdorf und zwei in beiden Gemarkungen. Während zwei sich nicht datieren ließen, erhielt der dritte Beigaben der älteren Bronzezeit.

| Lage                        | Bezeichnung | Beschreibung                                               | ID       | Bild |
| --------------------------- | ----------- | ---------------------------------------------------------- | -------- | ---- |
| 52° 18′ 45″ N, 9° 48′ 47″ O | Grasdorf 6  |                                                            | 28971396 | BW   |
| 52° 18′ 45″ N, 9° 48′ 48″ O | Grasdorf 7  | Durchmesser ca. 14 m und Höhe ca. 0,8 m.                   | 28971389 | BW   |
| 52° 18′ 45″ N, 9° 48′ 49″ O | Grasdorf 8  | Durchmesser ca. 16 m und Höhe ca. 0,6 m.                   | 28971397 | BW   |
| 52° 18′ 46″ N, 9° 48′ 48″ O | Grasdorf 9  | Durchmesser ca. 13 m und Höhe ca. 0,7 m.                   | 28971399 | BW   |
| 52° 18′ 48″ N, 9° 48′ 48″ O | Grasdorf 10 | Durchmesser ca. 15 m und Höhe ca. 0,7 m.                   | 28971401 | BW   |
| 52° 18′ 48″ N, 9° 48′ 49″ O | Grasdorf 11 | Durchmesser ca. 15 m und Höhe ca. 0,7 m.                   | 28971398 | BW   |
| 52° 18′ 46″ N, 9° 48′ 50″ O | Grasdorf 12 | Durchmesser ca. 14 m und Höhe ca. 1 m.                     | 28971400 | BW   |
| 52° 18′ 45″ N, 9° 48′ 45″ O | Grasdorf 16 | Durchmesser ca. 12 m und Höhe ca. 0,7 m.                   | 28971386 | BW   |
| 52° 18′ 44″ N, 9° 48′ 46″ O | Grasdorf 17 | Durchmesser ca. 13 m und Höhe ca. 0,5 m.                   | 28971395 | BW   |
| 52° 18′ 47″ N, 9° 48′ 45″ O | Grasdorf 19 | Durchmesser ca. 12 m und Höhe ca. 0,5 m, flach auslaufend. | 28971403 | BW   |